# Champions Tour 2014
De Champions Tour 2014 was het 35ste seizoen van de Champions Tour dat in 1980 officieel opgericht werd als de Senior PGA Tour. Het seizoen begon met het Mitsubishi Electric Championship at Hualalai, in januari 2014, en eindigde met het Charles Schwab Cup Championship, in november 2014. Er stonden 26 toernooien op de agenda waaronder vijf majors.

## Kalender
| Data  | Data  | Toernooi                                     | Stad                      | Winnaar                 | Score | Score | Info                       |
| ----- | ----- | -------------------------------------------- | ------------------------- | ----------------------- | ----- | ----- | -------------------------- |
| 17-01 | 19-01 | Mitsubishi Electric Championship at Hualalai | Kaupulehu, Hawaii         | Bernhard Langer         | 194   | –22   |                            |
| 07-02 | 09-02 | Allianz Championship                         | Boca Raton, Florida       | Michael Allen po        | 198   | –18   |                            |
| 14-02 | 16-02 | ACE Group Classic                            | Naples, Florida           | Kirk Triplett           | 200   | –16   |                            |
| 14-03 | 16-03 | Toshiba Classic                              | Newport Beach, Californië | Fred Couples            | 198   | –15   |                            |
| 21-03 | 23-03 | Mississippi Gulf Resort Classic              | Biloxi, Mississippi       | Jeff Maggert R          | 205   | –11   | Eerste Champions Tour-zege |
| 18-04 | 20-04 | Greater Gwinnett Championship                | Duluth, Georgia           | Miguel Ángel Jiménez R  | 202   | –14   | Eerste Champions Tour-zege |
| 02-05 | 04-05 | Insperity Invitational                       | The Woodlands, Texas      | Bernhard Langer         | 205   | –11   | 20ste zege in 6 jaar       |
| 15-05 | 18-05 | Regions Tradition                            | Birmingham, Alabama       | Kenny Perry             | 281   | –7    |                            |
| 22-05 | 25-05 | Senior PGA Championship                      | Benton Harbor, Michigan   | Colin Montgomerie       | 271   | –13   |                            |
| 30-05 | 01-06 | Principal Charity Classic                    | Des Moines, Iowa          | Tom Pernice Jr po       | 204   | –12   |                            |
| 06-06 | 08-06 | Big Cedar Lodge Legends of Golf              | Ridgedale, Missouri       | Fred Funk & Jeff Sluman | 159   | –20   |                            |
| 20-06 | 22-06 | Encompass Championship                       | Glenview, Illinois        | Tom Lehman              | 201   | –15   |                            |
| 26-06 | 29-06 | Constellation Senior Players Championship    | Pittsburgh, Pennsylvania  | Bernhard Langer po      | 265   | –15   |                            |
| 10-07 | 13-07 | US Senior Open                               | Edmond, Oklahoma          | Colin Montgomerie po    | 279   | –5    |                            |
| 24-07 | 27-07 | The Senior Open Championship                 | Porthcawl, Wales          | Bernhard Langer         | 266   | –18   |                            |
| 01-08 | 03-08 | 3M Championship                              | Blaine, Minnesota         | Kenny Perry             | 193   | –23   |                            |
| 15-08 | 17-08 | Dick's Sporting Goods Open                   | Endicott, New York        | Bernhard Langer         | 200   | –16   |                            |
| 22-08 | 24-08 | Boeing Classic                               | Snoqualmie, Washington    | Scott Dunlap po         | 200   | –16   |                            |
| 29-08 | 31-08 | Shaw Charity Classic                         | Calgary, Alberta          | Fred Couples po         | 195   | –15   |                            |
| 05-09 | 07-09 | Quebec Championship                          | Lévis, Quebec             | Wes Short Jr.           | 201   | –15   |                            |
| 19-09 | 21-09 | Pacific Links Hawai'i Championship           | Kapolei, Hawaii           | Paul Goydos             | 197   | –17   |                            |
| 26-09 | 28-09 | Nature Valley First Tee Open at Pebble Beach | Monterey, Californië      | John Cook               | 204   | –11   |                            |
| 10-10 | 12-10 | SAS Championship                             | Cary, North Carolina      | Kirk Triplett           | 202   | –14   |                            |
| 17-10 | 19-10 | Greater Hickory Kia Classic at Rock Barn     | Conover, North Carolina   | Jay Haas                | 196   | –17   |                            |
| 24-10 | 26-10 | AT&T Championship                            | San Antonio, Texas        | Michael Allen           | 201   | –15   |                            |
| 30-10 | 02-11 | Charles Schwab Cup Championship              | Scottsdale, Arizona       | Tom Pernice Jr          | 269   | –11   |                            |

| Majors |  | po = winnaar na play-off |  | R = rookie = seizoensdebuut |